# Le Trésor caché de Butch Cassidy
Pour plus de détails, voir Fiche technique et Distribution.
Le Trésor caché de Butch Cassidy (Outlaw Trail: The Treasure of Butch Cassidy) est un film américain réalisé par Ryan Little, sorti en 2006 en direct-to-video.

## Synopsis
En 1951, Roy Parker, âgé de 16 ans, part à la recherche du trésor de son oncle, Butch Cassidy.

## Fiche technique
- Titre : Le Trésor caché de Butch Cassidy
- Titre original : Outlaw Trail: The Treasure of Butch Cassidy
- Réalisation : Ryan Little
- Scénario : David Pliler
- Musique : J Bateman
- Photographie : T.C. Christensen et Geno Salvatori
- Montage : John Lyde
- Production : Adam Abel et Ryan Little
- Société de production : Go Films, Picture Rock Entertainment et Cassidy LLC
- Société de distribution : Allumination Filmworks
- Pays :  États-Unis
- Genre : Aventure, western
- Durée : 90 minutes
- Dates de sortie : 
  -  États-Unis : Octobre 2006 (Heartland Film Festival)

## Distribution
- Ryan Kelley : Roy Parker
- Arielle Kebbel : Ellie
- Dan Byrd : Jess
- Brent Weber : Martin
- Brian Wimmer : Butch Cassidy
- Michael Van Wagenen : le Sundance Kid
- James D. Hardy : Stewart
- Rick Macy : le maire Blanding
- Shauna Thompson : Lorraine
- Brian Peck : Clay
- Ron Melendez : Vince
- Ian Lonsdale : Coog
- Steve Anderson : le chef scout Harve
- Bruce McGill : Garrison
- James Gammon : Sam Parker
- Scott Wilkinson : le shérif Hawkes
- Steven A. Lee : l'adjoint Lee
- Chris Kendrick : Skip
- Andrew Roach : Randy Hand
- James Karen : Leroy Parker